# وارن جابالي
وارن جابالي (بالإنجليزية: Warren Jabali)‏ مواليد 29 أغسطس 1946 في كانساس سيتي - الوفاة 13 يوليو 2012، كان لاعب كرة سلة أمريكي بدأ مسيرته الاحترافية في سنة 1968 حيث تم اختياره من قبل فريق نيويورك نيكس خلال الدرافت وحمل الرقم 15 و31 و12 و2. بلغ طوله 6 قدم 2 بوصة (1.9 م). اعتزل اللعب في 1975.

## فرق لعب لها
- إنديانا بايسرز
- دنفر ناغتس

## روابط خارجية
- وارن جابالي على موقع سبورتس رفرنس (الإنجليزية)
- وارن جابالي على موقع كلية كرة السلة في سبورتس رفرنس.كوم (الإنجليزية)
- وارن جابالي على موقع ريلجم (الإنجليزية)
- وارن جابالي على موقع بروبوليرز (الإنجليزية)